# Stenophyllinae
Stenophyllinae – podrodzina modliszek z podrzędu Eumantodea i rodziny Acanthopidae. Obejmuje ponad 40 opisanych gatunków, zgrupowanych w dwóch plemionach. Zamieszkują neotropikalną Amerykę.

## Morfologia
Głowa tych modliszek w pierwotnym planie budowy ma na ciemieniu dwa boczne wyrostki nad oczami złożonymi, jednak cecha ta wtórnie zanikła u niektórych zaawansowanych linii ewolucyjnych podplemienia Acontistina. Synapomorfiami Stenophyllinae są zanik na udzie chwytnego odnóża przedniego jednego z kolców dyskoidalnych i przekształcenie się spodnich listewek ud odnóży krocznych w płaty.

## Ekologia i występowanie
Modliszki te zasiedlają głównie wilgotne lasy równikowe. Nieliczne gatunki spotykane są w formacjach o wykształconych porach roku. Acontistini bytują na różnorakiej roślinności, a Stenophyllini w ściółce. Nimfy niektórych gatunków wykazują myrmekomorfię, a niektóre osobniki dorosłe upodabniają się do żywych lub suchych liści.
Owady te zamieszkują krainę neotropikalną, zarówno część północno-, jak i południowoamerykańską. Rozmieszczone są od środkowego Meksyku na północy przez Amerykę Środkową po północną i środkową Amerykę Południową.

## Taksonomia
Takson ten wprowadził w 1869 roku Henri de Saussure pod nazwą Stenophyllites. W systemach Ermanna Giglio-Tosa z 1919 roku oraz Antona Handlirscha z 1930 roku figurował jako plemię Stenophyllae w podrodzinie Toxoderinae w obrębie modliszkowatych. Max Beier w systemie z 1964 roku wyróżniał plemię pod nazwą Stenophyllini, również w podrodzinie Toxoderinae w obrębie modliszkowatych. Reinhard Ehrmann i Roger Roy w systemie z 2002 roku wyróżniali podrodzinę Stenophyllinae, jako jedną z trzech w obrębie rodziny Acanthopidae. W bazującym na wynikach molekularnej analizy filogenetycznej systemie Julia Riviery i Gavina J. Svensona z 2016 roku wyniesiono ową podrodzinę do rangi osobnej rodziny. W uwzględniającym także dane morfologiczne systemie Christiana J. Schwarza i Roya z 2019 roku obniżono ją z powrotem do rangi podrodziny w obrębie Acanthopodidae, ale odmiennie zdefiniowano, włączając do niej plemię Acontistini, które w poprzednich systemach zwykle traktowane było jako osobna rodzina lub podrodzina.
Do podrodziny zalicza się ponad 40 opisanych gatunków, zgrupowanych w ośmiu rodzajach i dwóch plemionach:
- Acontistini Giglio-Tos, 1915
  - Callibiina Giglio-Tos, 1919
    - Callibia Stål, 1877

  - Acontistina Giglio-Tos, 1915
    - Ovalimantis Roy, 2015
    - Acontista Saussure et Zehntner, 1894
    - Raptrix Terra, 1995
    - Tithrone Stål, 1877
    - Paratithrone Lombardo, 1996
    - Astollia Kirby, 1904
- Stenophyllini Saussure, 1869
  - Stenophylla Westwood, 1843

W wynikach analizy molekularnej Riviery i Svensona z 2016 roku Acontistini zajęły pozycję siostrzaną dla Acanthopinae, tworząc z nimi klad siostrzany dla Stenophyllini. Natomiast według wyników morfologicznych badań Schwarza i Roya z 2019 roku Stenophyllini zajmują pozycję siostrzaną dla Acontistini, tworząc z nimi klad siostrzany dla Acanthopinae.